# Loftcube
Loftcube – zaprojektowana przez niemieckiego architekta Wernera Aisslingera forma mobilnego domu, który może być stosunkowo łatwo przenoszony z miejsca na miejsce w całości, np. z użyciem helikoptera.
Projekt powstał w 2003, jako odpowiedź na zwiększające się potrzeby mobilności części społeczeństwa w świecie wysokorozwiniętym. Przeznaczony ma być dla ludzi młodych, często zmieniających pracę i miejsce zamieszkania, czy też pracujących w domu i uniezależnionych od konkretnego miejsca egzystencji (tzw. Nowi Nomadzi). Dostępne są dwa modele: o powierzchni 39 i 55 m².
Dom w zamierzeniu autora, ma być lekki, samowystarczalny i łatwy w montażu. W momencie wprowadzenia na rynek kosztował niecałe 100 tysięcy euro.